# Jesse Flores
Jesse Flores (Norco, California; 20 de enero de 1981) es una actriz pornográfica y modelo erótica retirada transexual estadounidense.

## Biografía
Natural de California, donde nació en enero de 1981, tiene ascendencia alemana, francesa e irlandesa por parte de madre y mexicana por parte paterna. Comenzó realizando shows privados en páginas como modelo de cámara web. Tras responder a un anuncio en un sitio de trabajos de modelaje para adultos, le respondió la compañía Grooby Productions, quien le promocionó para grabar sus primeras escenas, iniciándose en la industria en enero de 2006, a los 25 años de edad.
Como actriz ha trabajado para otras productoras como Third World Media, Goodfellas, White Ghetto, Devil's Film, Evil Angel, Mile High, Exquisite, Trans Angels, Spanky's Trannies, Pink Visual o Kink.com, entre otras.
Durante cuatro ediciones de los Premios AVN (en los años 2010, 2011, 2012 y 2014) estuvo nominada en la categoría de Artista transexual del año. En 2012 consiguió alzarse en los Premios XBIZ con el galardón a la Artista transexual del año, volviendo a ser nominada en la misma categoría en 2014.
Se retiró de la industria en 2018, habiendo aparecido en algo más de 150 películas y escenas como actriz.

## Premios y nominaciones
| Año  | Ceremonia                  | Resultado | Premio                                           | Trabajo                      |
| ---- | -------------------------- | --------- | ------------------------------------------------ | ---------------------------- |
| 2008 | Tranny Awards              | Nominada  | Mejor artista en DVD                             | —                            |
| 2008 | Tranny Awards              | Nominada  | Mejor sitio web de modelo norteamericana/europea | —                            |
| 2008 | Tranny Awards              | Nominada  | Mejor web solo                                   | —                            |
| 2009 | Tranny Awards              | Nominada  | Mejor artista                                    | —                            |
| 2009 | Tranny Awards              | Nominada  | Mejor web de modelo                              | —                            |
| 2009 | Tranny Awards              | Nominada  | Mejor web solo                                   | —                            |
| 2010 | Premios AVN                | Nominada  | Artista transexual del año                       | —                            |
| 2010 | Tranny Awards              | Nominada  | Mejor artista                                    | —                            |
| 2010 | Tranny Awards              | Nominada  | Mejor web de modelo                              | —                            |
| 2010 | Tranny Awards              | Nominada  | Mejor web solo                                   | —                            |
| 2011 | Premios AVN                | Nominada  | Artista transexual del año                       | —                            |
| 2011 | Tranny Awards              | Nominada  | Mejor artista hardcore                           | —                            |
| 2011 | Tranny Awards              | Nominada  | Mejor web de modelo                              | —                            |
| 2012 | Premios AVN                | Nominada  | Artista transexual del año                       | —                            |
| 2012 | Premios XBIZ               | Ganadora  | Artista transexual del año                       | —                            |
| 2012 | Tranny Awards              | Nominada  | Mejor artista hardcore                           | —                            |
| 2012 | Tranny Awards              | Nominada  | Mejor modelo solo                                | —                            |
| 2012 | Tranny Awards              | Ganadora  | Mejor sitio solo                                 | —                            |
| 2013 | The Fannys                 | Nominada  | Artista transexual del año                       | —                            |
| 2013 | Tranny Awards              | Nominada  | Mejor escena                                     | Fan Fuxxx: Jesse meets Mitch |
| 2013 | Tranny Awards              | Ganadora  | Mejor web solo                                   | —                            |
| 2014 | Premios AVN                | Nominada  | Artista transexual del año                       | —                            |
| 2014 | Premios XBIZ               | Nominada  | Artista transexual del año                       | —                            |
| 2014 | The Fannys                 | Nominada  | Artista transexual del año                       | —                            |
| 2015 | Transgender Erotica Awards | Nominada  | Mejor web solo                                   | —                            |
| 2016 | Premios AVN                | Nominada  | Premio fan: Artista transexual favorita          | —                            |
| 2016 | Transgender Erotica Awards | Nominada  | Mejor artista hardcore                           | —                            |
| 2017 | Transgender Erotica Awards | Nominada  | Mejor web solo                                   | —                            |
| 2018 | Transgender Erotica Awards | Nominada  | Mejor web solo                                   | —                            |
| 2018 | Transgender Erotica Awards | Ganadora  | Premio a la trayectoria                          | —                            |
| 2019 | Transgender Erotica Awards | Nominada  | Mejor web solo                                   | —                            |